# Esterica (inslagkrater)
Esterica is een inslagkrater op de planeet Venus. Esterica werd in 2003 genoemd naar Esterica, een Roemeense meisjesnaam.
De krater heeft een diameter van 3,6 kilometer en bevindt zich ten oosten van inslagkrater Wilma in het quadrangle Bereghinya Planitia (V-8).